# Syczewo (rejon żabinecki)
Syczewo (biał. Сычова; ros. Сычёво) – wieś na Białorusi, w obwodzie brzeskim, w rejonie żabineckim, w sielsowiecie Oziaty.
W dwudziestoleciu międzywojennym wieś leżała w Polsce, w województwie poleskim, w powiecie kobryńskim.

## Zbrodnia komunistyczna w Syczewie
19–20 września 1939 na kwaterujących w Syczewie, nieuzbrojonych ok. 100 Polaków, wśród których byli żołnierze Wojska Polskiego (w tym tabor sanitarny ze służbą weterynaryjną), lekarze, funkcjonariusze Służby Więziennej i policjanci, napadła Armia Czerwona wraz z miejscowymi komunistami narodowości białoruskiej. Polska jednostka wojskowa była wówczas w trakcie rozformowywania. Przed atakiem Polacy pozbyli się uzbrojenia, topiąc je w rzece. W Syczewie komuniści rozstrzelali oficera. Na pozostałe ofiary zostało urządzone polowanie, zakończone zagonieniem uciekinierów na teren opuszczonego folwarku Oziaty, gdzie ich rozstrzelano. Liczbę zabitych szacuje się między 60 a 100. Ciała pomordowanych pochowano w zbiorowej mogile.
Śledztwo w sprawie zbrodni komunistycznej będącej jednocześnie zbrodnią przeciwko ludzkości prowadził Instytut Pamięci Narodowej – Oddziałowa Komisja Ścigania Zbrodni przeciwko Narodowi Polskiemu w Szczecinie – Delegatura IPN w Gorzowie Wielkopolskim. IPN o mordzie zawiadomił były mieszkaniec tych terenów. 10 świadków przesłuchanych przez IPN potwierdziło przebieg wydarzeń.